# Baie de Currituck
La Baie de Currituck est une baie protégée, située aux États-Unis à l'extrémité Nord-Est de la Caroline du Nord et à l'extrême Sud-Est de la Virginie. Elle est séparée de l'océan Atlantique par la péninsule de Currituck Banks qui fait partie de la région des Outer Banks.
Vers le Nord-Est, Elle se prolonge par le canal Albemarle and Chesapeake (en), qui est inclus dans l'Intracoastal Waterway. Autrefois, il existait de nombreux passages entre la baie et l'océan mais ils ont tous été fermés. Désormais, il n'existe plus aucun accès direct. Cela a causé une baisse importante de la salinité.
La baie est réputée pour la pratique des sports nautiques et pour la chasse au gibier d'eau.

## Source de la traduction
- (en) Cet article est partiellement ou en totalité issu de l’article de Wikipédia en anglais intitulé « Currituck Sound » (voir la liste des auteurs).